# سرخانجوب عليا (مقاطعة دلفان)
سرخانجوب عليا (بالفارسية: سرخانجوب علیا) هي قرية تقع في قسم خاوة الشمالي الريفي (مقاطعة دلفان) في إيران. يقدر عدد سكانها بـ 595 نسمة بحسب إحصاء 2016.